# 金光学園こども園
金光学園こども園（こんこうがくえんこどもえん）は岡山県浅口市にある男女共学で私立の幼保連携型認定こども園。学校法人金光学園が運営する。

## 概要
金光教祖の教えを基として、豊かな人間関係の育成に努める。
- 心身共にたくましい子供に育てる。（元気な子）
- 情緒豊かで思いやりのある子供に育てる。（やさしい子）
- 意欲を持って最後までやり遂げる子供に育てる。（がんばる子）

（公式サイトより）

## 沿革
- 大正2年（1913年）4月‐私立大谷幼稚園として創立。
- 大正10年（1921年）5月‐金光幼稚園に改称。
- 昭和24年（1949年）3月‐学校法人金光学園と統合し、金光学園幼稚園に改称。
- 平成28年（2016年）4月‐認定こども園に移行し、金光学園こども園に改称。

（公式サイトより）